# Referèndum constitucional de Cuba de 2022
El referèndum de Cuba de 2022 va tenir lloc el 25 de setembre de 2022 per a permetre que la població cubana voti sobre un nou Codi de les Famílies que legalitzi el matrimoni homosexual, l'adopció homoparental i la gestació subrogada.
Originalment inclòs en el projecte de nova Constitució adoptat per referèndum en 2019, el nou codi és finalment objecte d'una votació separada a causa del rebuig d'aquesta extensió del matrimoni i l'adopció a les parelles homosexuals, ja el govern temia que aquest rebuig afectés la votació del seu projecte constitucional, posteriorment adoptat per una gran majoria de votants. El nou Codi de les Famílies va ser finalment aprovat pel 66,87% dels vots, havent tingut una participació del 74%, la qual cosa és molt baixa en comparació amb altres votacions realitzades al país.